# Aleurodiscus berggrenii
Aleurodiscus berggrenii är en svampart som först beskrevs av Mordecai Cubitt Cooke, och fick sitt nu gällande namn av Gordon Herriot Cunningham 1953. Aleurodiscus berggrenii ingår i släktet Aleurodiscus och familjen Stereaceae.   Inga underarter finns listade i Catalogue of Life.